# Johanna Spunda
Johanna Spunda (21. ledna 1898 Olomouc – ???) byla moravská učitelka a knihovnice. 
Johanna Spunda se narodila v Olomouci, kde se její otec František, jenž pocházel z české chalupnické rodiny z Doloplaz, živil jako krejčí. Více byla ovlivněna matkou Ludmilou, rozenou Tempusovou, která pocházela z německé rodiny z Oder, takže se stejně jako její sourozenci cítila příslušníkem německého národa.  

## Život
Byla učitelkou ve Slavoníně, Hranicích a v Potštátu, v letech 1921–1923 vypomáhala v Německé veřejné knihovně v Olomouci, od roku 1926 byla pověřena dočasným vedením knihovny a od roku 1927 se stala stálou vedoucí. Navázala na práci svého předchůdce Arthura Herra. V čele knihovny stála až do roku 1945. V meziválečném období se angažovala v německých kulturních spolcích, po II. světové válce vydávala práce, v nichž se snažila objektivně zhodnotit národnostní vztahy v okolí Olomouce před rokem 1918. Byla sestrou spisovatele Franze Spundy (1890–1963).
Johanna Spunda sbírala v letech 1924–1926 lidové pověsti a povídačky od potštátských žáků a vytvořila z nich a z další lidové slovesnosti sbírku Stoffsammlung für eine Volkskunde des östlichen Odergebirges, kterou ve strojopisu zaslala v dubnu 1945 na Městský úřad v Potštátu. Spis je dnes uložen v SOkA Přerov. Ve strojopisu je uvedeno následující: 
„V příloze Vám předávám své etnografické záznamy z oblasti Potštátu, které pocházejí z doby mého působení tam, protože se domnívám, že představují cenný materiál pro etnologii východní části Oderských vrchů, jelikož jejich lidová kultura zaniká a hrozilo by, že se dnes ztratí. Prosím vás tedy, abyste jej zařadili do svého městského archivu a později zpřístupnili každému, kdo se hodlá folkloru věnovat a tyto dokumenty využívat. Sborník materiálu pro folkloristickou studii východních Oderských vrchů zaznamenala a shromáždila Johanna Spunda, učitelka předmětů na měšťance v Potštátu za účasti svých studentů v letech 1924-1926.“ 

Po osvobození Československa byla Johanna Spunda jako Němka odsunuta a působila jako knihovnice v německém Stuttgartu. Kdy zemřela, není známo.

## Dílo
- SPUNDA, Johanna, ed. Heimatbüchlein für den Olmützer Kreis. Prag 1927.
- SPUNDA, Johanna: Die verlorenen Inseln. Ein Beitrag zur Erforschung der nationalen Auseinandersetzung und Umvolkung in Mittelmähren. Bohemia, 2, 1961, s. 357–413; Bohemia, 3, 1962, s. 273–360.